# Liste der Ortsvorsteher von Ehningen
Diese Liste nennt alle Ehninger Bürgermeister und Schultheißen. Die Jahreszahlen der ersten Ortsvorsteher sind teilweise etwas unsicher. Seit ca. 1560 sind die Schultheißen im Kirchenbuch verzeichnet gewesen und die Jahreszahlen werden verlässlicher.
| Name                        | Amtszeit  | Anmerkung |
| --------------------------- | --------- | --- |
| Hans König                  | um 1523   | |
| Konrad Raich                | um 1527   | im sogenannten Dienerbuch (württembergischer Staatsdiener) erwähnt                                                                              |
| Hans Widmann                | 1559–1569 | |
| Melchior Gauß               | 1573–1577 | |
| Hans Dengler                | 1578–1582 | |
| Hans Röcklin                | 1582–1588 | |
| Thomas Maier                | 1588–1593 | |
| Hans Dengler                | 1593–1596 | |
| Georg Hartmann              | 1596–1598 | |
| Hans Klein                  | 1599–1605 | |
| Hans Schmid                 | 1605–1607 | Beiname: Stoffelhans nach seinem Vater Christoph                                                                                                |
| Reichard Dieterlin          | 1608–1612 | |
| Hans Greber                 | 1613–1626 | |
| Jakob König                 | 1627–1633 | Beiname: Der junge Laux |
| Hans Kuom                   | 1634–1648 | |
| Konrad Raich                | 1649–1678 | |
| Hans Kuom                   | 1679–1683 | |
| Jakob Röcklin               | 1685–1687 | |
| Jakob Mammel                | 1688–1689 | |
| Hans Kuppinger              | 1690–1693 | |
| Johann Schmid               | 1695–1698 | |
| Hans Jakob Baiter           | 1699–1706 | |
| Jerg Balthasar Kuom         | 1706–1728 | |
| Johan Jakob Dietrich        | 1729–1734 | |
| Hans Jakob Kuom             | 1734–1769 | 4. und letzter Schultheiß aus der Familie. Mit seinem Tod endet die Familiengeschichte Kuom in Ehningen.                                        |
| Hans Jakob Lutz             | 1770–1793 | |
| Hans Jakob Sautter          | 1794–1806 | |
| Hans Jakob Lutz             | 1806–1819 | |
| Georg Gottfried Härter      | 1819–1828 | |
| Jakob Raich                 | 1828–1847 | |
| Karl Friedrich Lukas König  | 1848–1861 | Trat mit 22 Jahren das Amt an und verstarb bereits im Alter von 35 Jahren.                                                                      |
| Christian Friedrich Gehring | 1862–1868 | |
| Johann Bengel               | 1869–1880 | |
| Johann Gottlieb Geyer       | 1881–1884 | |
| Johann Friedrich Klein      | 1884–1899 | |
| Wilhelm Bauer               | 1899–1926 | |
| Wilhelm Bauer junior        | 1926–1932 | |
| Karl Heeß                   | 1932–1945 | War während des Krieges auch kommissarisch für Hildrizhausen, Maichingen und Magstadt zuständig.                                                |
| Karl Benz                   | 1945      | Notbürgermeister |
| Karl Barth                  | 1945–1948 | Wurde 1945 von den amerikanischen Besatzungstruppen zum kommissarischen Bürgermeister bestellt und 1946 als ordentlicher Bürgermeister gewählt. |
| Wilhelm Schäfer             | 1948–1960 | Ließ das neue Ehninger Rathaus bauen und 1959 einweihen.                                                                                        |
| Rolf Mezger                 | 1960–1980 | |
| Hans Heinzmann              | 1980–2004 | War bei seiner Wahl der jüngste Bürgermeister im Kreis Böblingen.                                                                               |
| Claus Unger                 | 2004–2020 | Wurde am 7. März 2004 mit über 60 % der Stimmen bei vier Gegenkandidaten gewählt.                                                               |
| Lukas Rosengrün             | seit 2020 | Wurde am 7. März 2020 mit 2017 Stimmen und damit 51,8 % der abgegebenen Stimmen zum Bürgermeister gewählt.                                      |